# Нагороди для спортсменів України
Серед державних нагород України є тільки одна, призначена для удостоєння виключно спортивних діячів, – це почесне звання «Заслужений працівник фізичної культури і спорту України». Але також за високі досягнення у спорті в Україні передбачено заохочення загальногромадянськими державними нагородами:

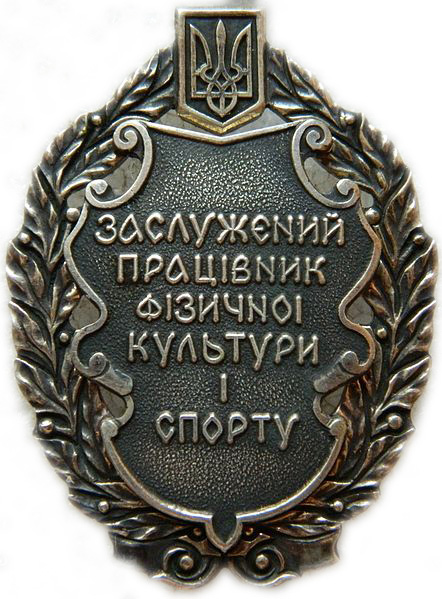
Zaslpracsport

- вищим званням «Герой України» (удостоєні Сергій Бубка, Валерій Сушкевич, Яна Клочкова, Альбіна Дерюгіна, Віктор Смирнов, Андрій Шевченко, Віталій Кличко, Олена Юрковська, Валерій Лобановський);
- орденом князя Ярослава Мудрого (нагороджені Сергій Бубка, Олег Блохін, Григорій Суркіс, Йозеф Блаттер, Юхансон Леннарт та ін.);
- орденом «За заслуги» (удостоєні Василь Ломаченко, Йожеф Сабо, Ольга Харлан, Олександр Усик, Віталій Лук'яненко, Денис Силантьєв та ін.)
- орденом княгині Ольги (нагороджені Олена Підгрушна, Яна Клочкова, Валентина Семеренко, Наталія Добринська, Інна Осипенко-Радомська, Ганна Різатдінова та ін.)

- медаллю «За працю і звитягу» (нагороджені Олег Лісогор, Сергій Бреус, Віталій Рева, Людмила Блонська, Наталія Годунко та ін.)

## Премія «Герої спортивного року»
2005 року в Україні заснували премію «Герої спортивного року», яка за аналогією з зарубіжними нагородами такого плану вручається на урочистій церемонії з широким залученням ЗМІ та відомих людей з різних сфер діяльності.
Конкурс організований Національним олімпійським комітетом України та Міністерством молоді та спорту за участю Української академії спорту. Вибір переможців відбувається в понад 10 номінаціях – «Найкращий спортсмен року», «Краща спортсменка року», «Кращий тренер року», «Найкращий спортивний організатор», «Сильні духом», «Разом з олімпійцями», «Народний вибір» і ін.
Лауреатів премії визначають у кілька етапів, але остаточний вибір роблять члени Української академії спорту шляхом таємного голосування. Під час святкової церемонії переможець отримує диплом та статуетку у вигляді фігури людини, яка тримає в руці п'ять олімпійських кілець. Нині найбільше премій отримали Ольга Харлан, Ганна Безсонова, Василь Ломаченко.

## Відомчі нагороди Міністерства молоді та спорту України
Відомчі нагороди Міністерства молоді та спорту України: Подяка, Почесна грамота та нагрудний знак «Знак пошани». Кількість нагород дуже незначна, на заохочення ними ще й встановлений ліміт. На рік Подяку можна вручити 300 особам, Почесну грамоту – 200, а нагрудний знак узагалі – десяти.
У спортивній нагородній системі України існує певний вакуум. Для отримання державної нагороди або премії «Герої спортивного року» потрібно показати дуже високий результат у змаганнях міжнародного рівня і бути досить відомим спортсменом, а кількість відомчих знаків дуже обмежена.
У травні 2015-го в громадській організації ВГО "Країна" створено  знак народної пошани для спортсменів – відзнака «За розвиток українського спорту», яким нагороджують за особливі спортивні досягнення, розвиток українського спорту та фізичного виховання.Знак входить до відкритої нагородної системи 

Відзнаку під номером один отримала Зінаїда Турчина – чемпіонка Олімпійських ігор, чемпіонка світу з гандболу. А до Дня фізичної культури і спорту України нагороди вручили відомому українському голкіперу Олександру Шовковському, чемпіонці Олімпійських ігор, чемпіонці світу з академічного веслування Ніні Уманець, кращим гравцям українських баскетбольних клубів.
Станом на серпень 2017 року нагороджено більше 600 осіб(спортсменів, тренерів та працівників спортивних установ)